# Elizabeth F. Ellet
 (août 2024).
Si vous disposez d'ouvrages ou d'articles de référence ou si vous connaissez des sites web de qualité traitant du thème abordé ici, merci de compléter l'article en donnant les références utiles à sa vérifiabilité et en les liant à la section « Notes et références ».
Elizabeth Ellet, née le 18 octobre 1818 à Sodus Point et morte le 3 juin 1877 à New York, est une historienne et poétesse américaine qui a été la première à consigner le récit des vies des femmes ayant contribué à l'indépendance des États-Unis.
Née Elizabeth Fries Lummis dans le comté de Wayne, État de New York, elle publie son premier livre, Poems, Translated and Original, en 1835. Elle se marie avec le chimiste William Henry Ellet la même année et le couple emménage en Caroline du Sud où elle publie des poèmes et des essais et contribue à plusieurs périodiques. Elle s'installe à New York en 1845 et devient l'une des principales figures de la scène littéraire de la ville. Elle est impliquée peu après dans un scandale concernant Edgar Allan Poe et Frances Sargent Osgood car Poe aurait rejeté ses avances et elle se serait vengée en répandant des fausses rumeurs sur son compte. Son ouvrage le plus important est The Women of the American Revolution, publié en 1845. Dans ce livre en trois volumes, elle retrace les vies de femmes qui se sont dévouées à la cause de l'indépendance des États-Unis, telles que Martha Washington, Abigail Adams, Mercy Otis Warren et Ann Eliza Bleecker. Elle continue à écrire jusqu'à sa mort, due à une néphrite, en 1877 et est enterrée au cimetière de Green-Wood.